# Союз независимой социалистической молодёжи «Спартакус»
Союз независимой социалистической молодёжи «Спартакус» (Związek Niezależnej Młodzieży Socjalistycznej «Spartakus», ZNMS «Spartakus») — подпольная организация, которая была создана в конце 1939 — начале 1940 года в Варшаве и в 1940—1941 годы действовала на территории Польши, оккупированной Третьим рейхом. Являлась преемником довоенной, созданной ещё в 1935 году польской социалистической молодёжной организации, которая прекратила существование в сентябре 1939 года (после начала войны с Германией).
Первая группа была создана в ноябре 1939 года в Варшаве, ей руководил Ладислав Бучинский («Казик Дембяк»).
В феврале 1940 года в Варшаве, на улице Журавей состоялась первая конференция организации, на которой присутствовали делегаты от 100 активистов. На конференции были приняты решения о признании организации коммунистической, о начале кампании саботажа, направленной на срыв мероприятий оккупационных властей «генерал-губернаторства», издании собственной газеты «Стрелы» («Стшалы»). В дальнейшем в руководстве организации возникли разногласия в связи с различием во взглядах по вопросу о формах и методах вооружённой борьбы. Группа, которую возглавлял Ладислав Бучинский, выступала за немедленный переход к вооружённой борьбе и диверсионным действиям. Группа, которую возглавляла Ганна Шапиро-Савицкая, призывала действовать осторожнее и не спешить. В результате в организации победила точка зрения сторонников Бучинского, а Савицкая отошла от деятельности в союзе «Спартакус» и присоединилась к «бюллетеневцам». 
В 1941 году активисты организации вошли в состав «Общества друзей СССР» и «Союза освободительной борьбы» (Związek Walki Wyzwoleńczej, ZWW).